# Salah Belguidoum
Salah Belguidoum (ur. 4 maja 1968) – francuski zapaśnik walczący w stylu klasycznym. Zajął ósme miejsce na mistrzostwach świata w 1998. Szósty na mistrzostwach Europy w 2000. Brązowy medalista igrzysk śródziemnomorskich w 1993 i piąty w 1997. Czwarty w Pucharze Świata w 1992 roku. Mistrz Francji w latach 1987, 1990-1993, 1995, 1997 i 2001.